# Leone Strozzi

Leone Strozzi

Leone Strozzi (* 15. Oktober 1515; † 28. Juni 1554 bei Scarlino) war Diplomat des Malteserordens in Konstantinopel und Admiral der französischen Marine.

## Leben
Leone Strozzi war der Sohn von Filippo Strozzi d. J. (1488–1538) und Clarice Strozzi, geborene de′ Medici (1493–1528) und ein Bruder von Piero Strozzi (1510–1558). Er war unverheiratet und ohne Nachkommen.
Nach seines Vaters Niederlage in der Schlacht von Montemurlo flüchtete er mit seinem Bruder nach Frankreich an den Hof der Katharina von Medici. Später kämpfte er gegen Cosimo I. de’ Medici in der Schlacht von Scannagallo bei Marciano della Chiana, unterlag aber erneut.
Er trat 1530 dem Malteserorden bei. Der Malteserritter wurde Prior von Capua und fungierte von 1536 bis 1552 als Kommandeur der Ordensgaleeren. Leone Strozzi war 1544 Botschafter der Malteser in Konstantinopel.
Später war Strozzi Admiral der französischen Marine, wobei er zahlreiche Kämpfe gegen Spanien und England bestritt. 
Er fiel 1554 bei der Belagerung von Scarlino in der Toskana während der erfolglosen Verteidigung der Republik Siena gegen florentinische und kaiserliche Truppen durch die Kugel einer Arkebuse.